# John Archer (cầu thủ bóng đá, sinh năm 1936)
John George Archer (9 tháng 4 năm 1936 – 1987) là một cầu thủ bóng đá người Anh thi đấu ở vị trí thủ môn.